# Reflectivitate

Fig.1:Pentru lămurirea notaţiilor (unghiurile lipsesc)

Reflectivitatea suprafeței unui material {\displaystyle \scriptstyle M} este fracțiunea din energia radiației electromagnetice incidente care este reflectată de suprafață. Pentru o suprafață perfect plană (netedă) o undă monocromatică incidentă este parțial reflectată ca pe o oglindă: direcția de propagare a undei reflectate este cuprinsă în planul direcției de incidență și al normalei la suprafață iar unghiurile celor doua direcții cu normala sunt egale. Multe din suprafețele reale nu sunt netede ci au neregularități: o undă incidentă pe ele este parțial absorbită si parțial reflectată (împrăștiată) în toate direcțiile. Pentru caracterizarea acestor suprafețe se folosește o definiție mai complicată a reflectivității. Considerăm pentru aceasta (vezi Fig.1) un fascicol de raze incidente cu deschiderea {\displaystyle \scriptstyle d\omega } pe un element de suprafață oarecare {\displaystyle \scriptstyle dA} cu normala {\displaystyle \scriptstyle \mathbf {n} } din direcția {\displaystyle \scriptstyle \mathbf {n} _{1}} dată de unghiurile {\displaystyle \scriptstyle \left(\theta ,\phi \right)} (  {\displaystyle \scriptstyle \mathbf {n} _{1}\mathbf {n} =-cos\theta }, produsul scalar dintre direcția considerată și normala la elementul de suprafață ). Energia care cade în unitatea de timp pe {\displaystyle \scriptstyle dA}  este caracterizată de intensitatea {\displaystyle \scriptstyle I\left(\lambda ,\theta ,\phi \right)} (fascicolul conține lungimi de undă între {\displaystyle \scriptstyle \lambda } si {\displaystyle \scriptstyle \lambda +d\lambda } ): 

Energia reflectată de elementul {\displaystyle \scriptstyle dA} într-un unghi solid {\displaystyle \scriptstyle d\omega _{r}} împrejurul direcției {\displaystyle \scriptstyle \mathbf {n} _{r}} dată de unghiurile {\displaystyle \scriptstyle \omega _{r}}, {\displaystyle \scriptstyle \phi _{r}} este:

 Intensitatea {\displaystyle \scriptstyle I_{r}\left(\lambda ,\theta _{r},\phi _{r},\theta ,\phi \right)} este proporțională cu fluxul luminos incident :

Coeficientul {\displaystyle \scriptstyle \rho \left(\lambda ,\theta _{r},\phi _{r},\theta ,\phi \right)} se numește reflectivitatea ("dublu direcțională") a suprafeței. Ea depinde de temperatura materialului, ceea ce nu indicăm explicit. Reflectivitatea are proprietatea remarcabilă că este simetrică față de cele două perechi de unghiuri:

 Cunoscând pe {\displaystyle \scriptstyle \rho }, putem calcula energia reflectată totală de la o undă incidentă din direcția {\displaystyle \scriptstyle \left(\theta ,\phi \right)} pe elementul {\displaystyle \scriptstyle dA} integrând peste unghiurile {\displaystyle \scriptstyle \theta _{r}}, {\displaystyle \scriptstyle \phi _{r}}: 

Acest  coeficient de reflexie {\displaystyle \scriptstyle R_{i}} (indicele {\displaystyle \scriptstyle i} provine de la "incident") are proprietatea că :

unde {\displaystyle \scriptstyle A\left(\lambda ,\theta ,\phi \right)} este absorptivitatea suprafeței. În acest context (al legilor de radiație ale lui Kirchhoff), {\displaystyle \scriptstyle R_{i}} este numit "reflectivitate". Alternativ, putem să iluminăm suprafața din toate direcțiile și să calculăm cantitatea de energie reflectată în direcția (θr,φr). Dacă iluminarea este izotropă (I independent de θ,φ) atunci, definind 

 (indicele {\displaystyle \scriptstyle r} provine de la "reflexie") verificăm că, drept consecință a simetriei funcției {\displaystyle \scriptstyle \rho \left(\lambda ,\theta _{r},\phi _{r},\theta ,\phi \right)}, pentru orice pereche (θ,φ) de unghiuri:

 În general, aceasta nu e adevărat.
 Se spune că o suprafață "reflectă după legea lui Lambert" dacă funcția {\displaystyle \scriptstyle \rho \left(\lambda ,\theta _{r},\phi _{r},\theta ,\phi \right)} nu depinde deloc de setul de variabile {\displaystyle \scriptstyle \theta _{r},\phi _{r},\theta ,\phi }. Un obiect plan, care reflectă după legea lui Lambert, luminat sub un unghi fix din exterior pare la fel de luminos oricare ar fi unghiul din care e privit. O sferă uniform luminată și care reflectă după legea lui Lambert trebuie sa aibă o luminozitate care să tindă treptat (ca și cos θ) la zero atunci când raza incidentă devine tangentă la ea (θ→π/2). În cazul lunii, trecerea între lumină și obscuritate este destul de bruscă, ceea ce arată că luna nu este un obiect "lambertian". Folosind simetria funcției {\displaystyle \scriptstyle \rho \left(\lambda ,\theta _{r},\phi _{r},\theta ,\phi \right)} deducem că, la incidență normală, reflectivitatea la unghiuri {\displaystyle \scriptstyle \theta _{r}} mari are valoare mare.
Daca suprafața este netedă, reflectivitatea ei este caracterizată de o singură funcție (pentru lumină nepolarizată) R(θ). Aceasta poate fi calculată cu ajutorul ecuațiilor lui Maxwell cunoscând indicii de refracție și coeficienții de absorbție ale celor două medii separate de suprafață (Formulele lui Fresnel).